# Liga LEB Plata 2023-24
La temporada 2023-24 de LEB Plata fue la vigésima cuarta temporada de la tercera liga española de baloncesto. Comenzó el 7 de octubre de 2023 con la primera jornada de la temporada regular y finalizó el 18 de mayo de 2024 con los playoffs de promoción a la Primera FEB. 
A partir de la Temporada 2024-25 las denominaciones de las categorías dependientes de la Federación Española de Baloncesto ( LEB Oro, LEB Plata y Liga EBA) pasarán a ser respectivamente Primera FEB, Segunda FEB y Tercera FEB.

## Formato
Se mantuvieron los 28 equipos divididos en 2 grupos de 14 (Este y Oeste) con una fase regular independiente en cada grupo. Al final de la temporada regular, el primer equipo de cada grupo jugó una eliminatoria para ascender directamente a Primera FEB, mientras que el equipo perdedor pasó a los cuartos de final de los playoffs de ascenso; los equipos que terminaron del 2.º al 8.º lugar de cada grupo se clasificaron para los playoffs de ascenso, en eliminatorias de octavos, cuartos y semifinales para determinar los otros dos equipos que accedieron a Primera FEB. Descendieron a Tercera FEB 6 equipos, los dos últimos de cada grupo y los dos perdedores de los dos playoffs de descenso que diputaron los equipos que terminen el 11.º de un grupo contra el 12.º del otro grupo.

## Equipos
Un total de 28 equipos compitieron en la liga, incluidos 18 equipos de la temporada 2022-23, tres descendidos de la liga LEB Oro y siete ascendidos de la Liga EBA.
| Grupo | Equipo                                   | Ciudad                     | Pabellón                                      |
| ----- | ---------------------------------------- | -------------------------- | --------------------------------------------- |
| Oeste | CB Almansa con Afanion                   | Almansa                    | Pabellón Polideportivo de Almansa             |
| Oeste | Juaristi ISB                             | Azpeitia                   | Polideportivo Municipal de Azpeitia           |
| Oeste | Bueno Arenas Albacete Basket             | Albacete                   | Pabellón del Parque                           |
| Oeste | Teknei Bizkaia Zornotza                  | Amorebieta                 | Polideportivo Larrea                          |
| Oeste | Damex UDEA Algeciras                     | Algeciras                  | Pabellón Dr. Juan Carlos Mateo Algeciras      |
| Oeste | Clínica Ponferrada SDP                   | Ponferrada                 | Pabellón Municipal de Deportes Lydia Valentín |
| Oeste | Zamora Enamora                           | Zamora                     | Pabellón Ángel Nieto                          |
| Oeste | Fundación Globalcaja La Roda             | La Roda                    | Pabellón Juan José Lozano Jareño              |
| Oeste | Melilla Ciudad del Deporte Enrique Soler | Melilla                    | Pabellón Guillermo García Pezzi               |
| Oeste | CB Starlabs Morón                        | Morón de la Frontera       | Pabellón Alameda                              |
| Oeste | Lobe Huesca La Magia                     | Huesca                     | Palacio Municipal de los Deportes de Huesca   |
| Oeste | Huelva Comercio LRi21 - Viridis          | Huelva                     | Polideportivo Andrés Estrada                  |
| Oeste | Juventud Alcalá Escribano EME            | Alcalá de Henares          | Pabellón Fundación Montemadrid                |
| Oeste | Ciudad de Huelva Gestia                  | Huelva                     | Palacio de Deportes Carolina Marín            |
| Este  | CB Prat                                  | El Prat de Llobregat       | Pavelló Joan Busquets                         |
| Este  | Maderas Sorli Benicarló                  | Benicarló                  | Pabellón Municipal de Benicarló               |
| Este  | Class Bàsquet Sant Antoni                | San Antonio Abad           | Polideportivo Sa Pedrera                      |
| Este  | Fibwi Palma                              | Palma                      | Palau Municipal d'Esports de Son Moix         |
| Este  | Odilo FC Cartagena CB                    | Cartagena                  | Palacio de los Deportes de Cartagena          |
| Este  | CB L'Horta Godella                       | Godella                    | Pabellón Municipal Godella                    |
| Este  | Gran Canaria B                           | Las Palmas de Gran Canaria | Pabellón Insular de la Vega de San José       |
| Este  | Sandà Electroclima CB L'Hospitalet       | Hospitalet de Llobregat    | Nou Pavelló del Centre                        |
| Este  | Safir Fruits Alginet                     | Alginet                    | Pabellón Municipal Alginet                    |
| Este  | Oca Global - CB Salou                    | Salou                      | Pabellón Centre Salou                         |
| Este  | Palmer Basket Mallorca Palma             | Palma                      | Palau Municipal d'Esports de Son Moix         |
| Este  | Ibersol CB Tarragona                     | Tarragona                  | Pabellón Municipal del Serrallo               |
| Este  | Homs UE Mataró                           | Mataró                     | Palau d'Esports Josep Mora                    |
| Este  | Pajarraco CB Santfeliuenc                | Sant Feliu de Llobregat    | Palau Municipal d'Esports Juan Carlos Navarro |

(  Ascensos/Descensos de la temporada anterior 2022-23)

## Liga regular

### Grupo Oeste
| | Equipo                                   | J  | G  | P  | PF   | PC   | DP   | Puntos |
| --- | ---------------------------------------- | -- | -- | -- | ---- | ---- | ---- | ------ |
| 1 | Zamora Enamora                           | 26 | 24 | 2  | 2231 | 1763 | 468  | 50     |
| 2 | CB Starlabs Morón                        | 26 | 19 | 7  | 2049 | 1953 | 96   | 45     |
| 3 | Bueno Arenas Albacete Basket             | 26 | 18 | 8  | 1949 | 1844 | 105  | 44     |
| 4 | Teknei Bizkaia Zornotza                  | 26 | 16 | 10 | 2114 | 2005 | 109  | 42     |
| 5 | Clínica Ponferrada SDP                   | 26 | 14 | 12 | 1922 | 1949 | -27  | 40     |
| 6 | Ciudad de Huelva Gestia                  | 26 | 14 | 12 | 2026 | 1994 | 32   | 40     |
| 7 | Damex UDEA Algeciras                     | 26 | 11 | 15 | 1956 | 1989 | -33  | 37     |
| 8 | Melilla Ciudad del Deporte Enrique Soler | 26 | 11 | 15 | 1907 | 2041 | -134 | 37     |
| 9 | Juaristi ISB                             | 26 | 11 | 15 | 1964 | 2035 | -71  | 37     |
| 10 | Lobe Huesca La Magia                     | 26 | 10 | 16 | 1930 | 1934 | -4   | 36     |
| 11 | CB Almansa con Afanion                   | 26 | 9  | 17 | 1887 | 2066 | -179 | 35     |
| 12 | Juventud Alcalá Escribano EME            | 26 | 9  | 17 | 1939 | 2066 | -127 | 35     |
| 13 | Fundación Globalcaja La Roda             | 26 | 9  | 17 | 1916 | 1983 | -67  | 35     |
| 14 | Huelva Comercio LRi21 - Viridis          | 26 | 7  | 19 | 1990 | 2158 | -168 | 33     |
| Fuente: Federación Española de Baloncesto: Clasificación de la Liga LEB Plata - Grupo Oeste; actualización automática |                                          |    |    |    |      |      |      |        |

### Grupo Este
| | Equipo                             | J  | G  | P  | PF   | PC   | DP   | Puntos |
| --- | ---------------------------------- | -- | -- | -- | ---- | ---- | ---- | ------ |
| 1 | Odilo FC Cartagena CB              | 26 | 21 | 5  | 2062 | 1793 | 269  | 47     |
| 2 | Class Bàsquet Sant Antoni          | 26 | 19 | 7  | 2084 | 1861 | 223  | 45     |
| 3 | CB Prat                            | 26 | 18 | 8  | 2124 | 1964 | 160  | 44     |
| 4 | Oca Global - CB Salou              | 26 | 14 | 12 | 2011 | 2018 | -7   | 40     |
| 5 | CB L'Horta Godella                 | 26 | 14 | 12 | 1879 | 1878 | 1    | 40     |
| 6 | Maderas Sorli Benicarló            | 26 | 13 | 13 | 2013 | 1940 | 73   | 39     |
| 7 | Pajarraco CB Santfeliuenc          | 26 | 12 | 14 | 2021 | 2047 | -26  | 38     |
| 8 | Gran Canaria B                     | 26 | 12 | 14 | 1891 | 2015 | -124 | 38     |
| 9 | Homs UE Mataró                     | 26 | 11 | 15 | 1949 | 2021 | -72  | 37     |
| 10 | Fibwi Palma                        | 26 | 10 | 16 | 1996 | 2035 | -39  | 36     |
| 11 | Palmer Basket Mallorca Palma       | 26 | 10 | 16 | 1930 | 1959 | -29  | 36     |
| 12 | Sandá Electroclima CB L'Hospitalet | 26 | 10 | 16 | 1847 | 1976 | -129 | 36     |
| 13 | Ibersol CB Tarragona               | 26 | 9  | 17 | 1876 | 2030 | -154 | 35     |
| 14 | Safir Fruits Alginet               | 26 | 9  | 17 | 1784 | 1930 | -146 | 35     |
| Fuente: Federación Española de Baloncesto: Clasificación de la Liga LEB Plata - Grupo Este; actualización automática |                                    |    |    |    |      |      |      |        |

## Playoffs

### Por el título
El ganador se proclamó campeón de la Liga LEB Plata 2023-24 y ascendió a la Primera FEB 2024-25. El perdedor accedió a los cuartos de final del playoff de ascenso.
| Equipo 1              | Agr.    | Equipo 2       | Ida   | Vuelta |
| --------------------- | ------- | -------------- | ----- | ------ |
| Odilo FC Cartagena CB | 154-147 | Zamora Enamora | 60-69 | 94-78  |

Fuente: FEB

### Por el ascenso
|  | Octavos de final                                             | Octavos de final                                             | Octavos de final                                             | Octavos de final                                             |    |                         | Cuartos de final                                          | Cuartos de final                                          | Cuartos de final                                          | Cuartos de final                                          |    |                         | Semifinales                                                | Semifinales                                                | Semifinales                                                | Semifinales                                                |  |  | Asciende a Primera FEB | Asciende a Primera FEB | Asciende a Primera FEB |  |
|  | 13/14 de abril de 2024 (ida) 20/21 de abril de 2024 (vuelta) | 13/14 de abril de 2024 (ida) 20/21 de abril de 2024 (vuelta) | 13/14 de abril de 2024 (ida) 20/21 de abril de 2024 (vuelta) | 13/14 de abril de 2024 (ida) 20/21 de abril de 2024 (vuelta) |    |                         | 27/28 de abril de 2024 (ida) 4/5 de mayo de 2024 (vuelta) | 27/28 de abril de 2024 (ida) 4/5 de mayo de 2024 (vuelta) | 27/28 de abril de 2024 (ida) 4/5 de mayo de 2024 (vuelta) | 27/28 de abril de 2024 (ida) 4/5 de mayo de 2024 (vuelta) |    |                         | 11/12 de mayo de 2024 (ida) 18/19 de mayo de 2024 (vuelta) | 11/12 de mayo de 2024 (ida) 18/19 de mayo de 2024 (vuelta) | 11/12 de mayo de 2024 (ida) 18/19 de mayo de 2024 (vuelta) | 11/12 de mayo de 2024 (ida) 18/19 de mayo de 2024 (vuelta) |  |  |                        |                        |                        |  |
|  |                                                              |                                                              |                                                              |                                                              |    |                         |                                                           |                                                           |                                                           |                                                           |    |                         |                                                            |                                                            |                                                            |                                                            |  |  |                        |                        |                        |  |
|  |                                                              |                                                              |                                                              |                                                              |    |                         |                                                           |                                                           |                                                           |                                                           |    |                         |                                                            |                                                            |                                                            |                                                            |  |  |                        |                        |                        |  |
|  | 6O                                                           | Ciudad de Huelva G.                                          | 96                                                           | 71                                                           |    |                         |                                                           |                                                           |                                                           |                                                           |    |                         |                                                            |                                                            |                                                            |                                                            |  |  |                        |                        |                        |  |
|  | 6O                                                           | Ciudad de Huelva G.                                          | 96                                                           | 71                                                           |    |                         |                                                           |                                                           |                                                           |                                                           |    |                         |                                                            |                                                            |                                                            |                                                            |  |  |                        |                        |                        |  |
|  | 4E                                                           | Oca Global - CB Salou                                        | 75                                                           | 81                                                           |    |                         |                                                           |                                                           |                                                           |                                                           |    |                         |                                                            |                                                            |                                                            |                                                            |  |  |                        |                        |                        |  |
|  | 4E                                                           | Oca Global - CB Salou                                        | 75                                                           | 81                                                           |    | Ciudad de Huelva G.     | Ciudad de Huelva G.                                       | 58                                                        | 87                                                        |                                                           |    |                         |                                                            |                                                            |                                                            |                                                            |  |  |                        |                        |                        |  |
|  |                                                              |                                                              |                                                              |                                                              |    | Ciudad de Huelva G.     | Ciudad de Huelva G.                                       | 58                                                        | 87                                                        |                                                           |    |                         |                                                            |                                                            |                                                            |                                                            |  |  |                        |                        |                        |  |
|  |                                                              |                                                              | Zamora Enamora                                               | Zamora Enamora                                               | 78 | 93                      |                                                           |                                                           |                                                           |                                                           |    |                         |                                                            |                                                            |                                                            |                                                            |  |  |                        |                        |                        |  |
|  | 1O                                                           | Zamora Enamora                                               | Zamora Enamora                                               | Zamora Enamora                                               | 78 | 93                      |                                                           |                                                           |                                                           |                                                           |    |                         |                                                            |                                                            |                                                            |                                                            |  |  |                        |                        |                        |  |
|  | 1O                                                           | Zamora Enamora                                               |                                                              |                                                              |    |                         |                                                           |                                                           |                                                           |                                                           |    |                         |                                                            |                                                            |                                                            |                                                            |  |  |                        |                        |                        |  |
|  |                                                              |                                                              |                                                              |                                                              |    |                         |                                                           |                                                           |                                                           |                                                           |    |                         |                                                            |                                                            |                                                            |                                                            |  |  |                        |                        |                        |  |
|  |                                                              |                                                              |                                                              |                                                              |    |                         |                                                           | Zamora Enamora                                            | Zamora Enamora                                            | 89                                                        | 85 |                         |                                                            |                                                            |                                                            |                                                            |  |  |                        |                        |                        |  |
|  |                                                              |                                                              |                                                              |                                                              |    |                         |                                                           |                                                           |                                                           |                                                           | 85 |                         |                                                            |                                                            |                                                            |                                                            |  |  |                        |                        |                        |  |
|  |                                                              |                                                              | Bueno Ar. Albacete B.                                        | Bueno Ar. Albacete B.                                        | 87 | 82                      |                                                           |                                                           |                                                           |                                                           |    |                         |                                                            |                                                            |                                                            |                                                            |  |  |                        |                        |                        |  |
|  | 7E                                                           | Pajarr. CB Santfeliuenc                                      | Bueno Ar. Albacete B.                                        | Bueno Ar. Albacete B.                                        | 87 | 82                      | 57                                                        | 80                                                        |                                                           |                                                           |    |                         |                                                            |                                                            |                                                            |                                                            |  |  |                        |                        |                        |  |
|  | 7E                                                           | Pajarr. CB Santfeliuenc                                      |                                                              |                                                              |    |                         |                                                           |                                                           |                                                           |                                                           |    |                         |                                                            |                                                            |                                                            |                                                            |  |  |                        |                        |                        |  |
|  | 3O                                                           | Bueno Ar. Albacete B.                                        | 74                                                           | 90                                                           |    |                         |                                                           |                                                           |                                                           |                                                           |    |                         |                                                            |                                                            |                                                            |                                                            |  |  |                        |                        |                        |  |
|  | 3O                                                           | Bueno Ar. Albacete B.                                        | 74                                                           | 90                                                           |    | Bueno Ar. Albacete B.   | Bueno Ar. Albacete B.                                     | 69                                                        | 84                                                        |                                                           |    |                         |                                                            |                                                            |                                                            |                                                            |  |  |                        |                        |                        |  |
|  |                                                              |                                                              |                                                              |                                                              |    | Bueno Ar. Albacete B.   | Bueno Ar. Albacete B.                                     | 69                                                        | 84                                                        |                                                           |    |                         |                                                            |                                                            |                                                            |                                                            |  |  |                        |                        |                        |  |
|  |                                                              |                                                              | CB Prat                                                      | CB Prat                                                      | 77 | 74                      |                                                           |                                                           |                                                           |                                                           |    |                         |                                                            |                                                            |                                                            |                                                            |  |  |                        |                        |                        |  |
|  | 7O                                                           | Damex UDEA Algeciras                                         | CB Prat                                                      | CB Prat                                                      | 77 | 74                      | 72                                                        | 99                                                        |                                                           |                                                           |    |                         |                                                            |                                                            |                                                            |                                                            |  |  |                        |                        |                        |  |
|  | 7O                                                           | Damex UDEA Algeciras                                         |                                                              |                                                              |    |                         |                                                           |                                                           |                                                           |                                                           |    |                         |                                                            |                                                            |                                                            |                                                            |  |  |                        |                        |                        |  |
|  | 3E                                                           | CB Prat                                                      | 83                                                           | 93                                                           |    |                         |                                                           |                                                           |                                                           |                                                           |    |                         |                                                            |                                                            |                                                            |                                                            |  |  |                        |                        |                        |  |
|  | 3E                                                           | CB Prat                                                      | 83                                                           | 93                                                           |    |                         |                                                           |                                                           |                                                           |                                                           |    |                         |                                                            | Zamora Enamora                                             |                                                            |                                                            |  |  |                        |                        |                        |  |
|  |                                                              |                                                              |                                                              |                                                              |    |                         |                                                           |                                                           |                                                           |                                                           |    |                         |                                                            |                                                            |                                                            |                                                            |  |  |                        |                        |                        |  |
|  |                                                              |                                                              | CB Starlabs Morón                                            |                                                              |    |                         |                                                           |                                                           |                                                           |                                                           |    |                         |                                                            |                                                            |                                                            |                                                            |  |  |                        |                        |                        |  |
|  | 5O                                                           | Clínica Ponferrada SDP                                       | 72                                                           | 72                                                           |    |                         |                                                           |                                                           |                                                           |                                                           |    |                         |                                                            |                                                            |                                                            |                                                            |  |  |                        |                        |                        |  |
|  | 5O                                                           | Clínica Ponferrada SDP                                       | 72                                                           | 72                                                           |    |                         |                                                           |                                                           |                                                           |                                                           |    |                         |                                                            |                                                            |                                                            |                                                            |  |  |                        |                        |                        |  |
|  | 5E                                                           | CB L'Horta Godella                                           | 67                                                           | 84                                                           |    |                         |                                                           |                                                           |                                                           |                                                           |    |                         |                                                            |                                                            |                                                            |                                                            |  |  |                        |                        |                        |  |
|  | 5E                                                           | CB L'Horta Godella                                           | 67                                                           | 84                                                           |    | CB L'Horta Godella      | CB L'Horta Godella                                        | 64                                                        | 69                                                        |                                                           |    |                         |                                                            |                                                            |                                                            |                                                            |  |  |                        |                        |                        |  |
|  |                                                              |                                                              |                                                              |                                                              |    | CB L'Horta Godella      | CB L'Horta Godella                                        | 64                                                        | 69                                                        |                                                           |    |                         |                                                            |                                                            |                                                            |                                                            |  |  |                        |                        |                        |  |
|  |                                                              |                                                              | Class Bàsq. Sant Antoni                                      | Class Bàsq. Sant Antoni                                      | 65 | 81                      |                                                           |                                                           |                                                           |                                                           |    |                         |                                                            |                                                            |                                                            |                                                            |  |  |                        |                        |                        |  |
|  | 8O                                                           | Melilla Cdad. D. E. Soler                                    | Class Bàsq. Sant Antoni                                      | Class Bàsq. Sant Antoni                                      | 65 | 81                      | 78                                                        | 68                                                        |                                                           |                                                           |    |                         |                                                            |                                                            |                                                            |                                                            |  |  |                        |                        |                        |  |
|  | 8O                                                           | Melilla Cdad. D. E. Soler                                    |                                                              |                                                              |    |                         |                                                           |                                                           |                                                           |                                                           |    |                         |                                                            |                                                            |                                                            |                                                            |  |  |                        |                        |                        |  |
|  | 2E                                                           | Class Bàsq. Sant Antoni                                      | 79                                                           | 78                                                           |    |                         |                                                           |                                                           |                                                           |                                                           |    |                         |                                                            |                                                            |                                                            |                                                            |  |  |                        |                        |                        |  |
|  | 2E                                                           | Class Bàsq. Sant Antoni                                      | 79                                                           | 78                                                           |    |                         |                                                           |                                                           |                                                           |                                                           |    | Class Bàsq. Sant Antoni | Class Bàsq. Sant Antoni                                    | 65                                                         | 83                                                         |                                                            |  |  |                        |                        |                        |  |
|  |                                                              |                                                              |                                                              |                                                              |    |                         |                                                           |                                                           |                                                           |                                                           |    | Class Bàsq. Sant Antoni | Class Bàsq. Sant Antoni                                    | 65                                                         | 83                                                         |                                                            |  |  |                        |                        |                        |  |
|  |                                                              |                                                              | CB Starlabs Morón                                            | CB Starlabs Morón                                            | 74 | 76                      |                                                           |                                                           |                                                           |                                                           |    |                         |                                                            |                                                            |                                                            |                                                            |  |  |                        |                        |                        |  |
|  | 6E                                                           | Maderas Sorli Benicarló                                      | CB Starlabs Morón                                            | CB Starlabs Morón                                            | 74 | 76                      | 65                                                        | 68                                                        |                                                           |                                                           |    |                         |                                                            |                                                            |                                                            |                                                            |  |  |                        |                        |                        |  |
|  | 6E                                                           | Maderas Sorli Benicarló                                      |                                                              |                                                              |    |                         |                                                           |                                                           |                                                           |                                                           |    |                         |                                                            |                                                            |                                                            |                                                            |  |  |                        |                        |                        |  |
|  | 4O                                                           | Teknei Bizkaia Zornotza                                      | 64                                                           | 94                                                           |    |                         |                                                           |                                                           |                                                           |                                                           |    |                         |                                                            |                                                            |                                                            |                                                            |  |  |                        |                        |                        |  |
|  | 4O                                                           | Teknei Bizkaia Zornotza                                      | 64                                                           | 94                                                           |    | Teknei Bizkaia Zornotza | Teknei Bizkaia Zornotza                                   | 72                                                        | 73                                                        |                                                           |    |                         |                                                            |                                                            |                                                            |                                                            |  |  |                        |                        |                        |  |
|  |                                                              |                                                              |                                                              |                                                              |    | Teknei Bizkaia Zornotza | Teknei Bizkaia Zornotza                                   | 72                                                        | 73                                                        |                                                           |    |                         |                                                            |                                                            |                                                            |                                                            |  |  |                        |                        |                        |  |
|  |                                                              |                                                              | CB Starlabs Morón                                            | CB Starlabs Morón                                            | 79 | 84                      |                                                           |                                                           |                                                           |                                                           |    |                         |                                                            |                                                            |                                                            |                                                            |  |  |                        |                        |                        |  |
|  | 8E                                                           | Gran Canaria B                                               | CB Starlabs Morón                                            | CB Starlabs Morón                                            | 79 | 84                      | 70                                                        | 65                                                        |                                                           |                                                           |    |                         |                                                            |                                                            |                                                            |                                                            |  |  |                        |                        |                        |  |
|  | 8E                                                           | Gran Canaria B                                               |                                                              |                                                              |    |                         |                                                           |                                                           |                                                           |                                                           |    |                         |                                                            |                                                            |                                                            |                                                            |  |  |                        |                        |                        |  |
|  | 2O                                                           | CB Starlabs Morón                                            | 85                                                           | 110                                                          |    |                         |                                                           |                                                           |                                                           |                                                           |    |                         |                                                            |                                                            |                                                            |                                                            |  |  |                        |                        |                        |  |
|  | 2O                                                           | CB Starlabs Morón                                            | 85                                                           | 110                                                          |    |                         |                                                           |                                                           |                                                           |                                                           |    |                         |                                                            |                                                            |                                                            |                                                            |  |  |                        |                        |                        |  |
|  |                                                              |                                                              |                                                              |                                                              |    |                         |                                                           |                                                           |                                                           |                                                           |    |                         |                                                            |                                                            |                                                            |                                                            |  |  |                        |                        |                        |  |

#### Octavos de final
| Equipo 1                    | Agr.    | Equipo 2                    | Ida   | Vuelta |
| --------------------------- | ------- | --------------------------- | ----- | ------ |
| Gran Canaria B              | 135-195 | CB Starlabs Morón           | 70-85 | 65-110 |
| Pajarraco CB Santfeliuenc   | 137-164 | Bueno Arenas Albacete Bask. | 57-74 | 80-90  |
| Maderas Sorli Benicarló     | 133-158 | Teknei Bizkaia Zornotza     | 65-64 | 68-94  |
| Clínica Ponferrada SDP      | 144-151 | CB L'Horta Godella          | 72-67 | 72-84  |
| Ciudad de Huelva Gestia     | 167-156 | Oca Global - CB Salou       | 96-75 | 71-81  |
| Damex UDEA Algeciras        | 171-176 | CB Prat                     | 72-83 | 99-93  |
| Melilla Cdad. Dep. E. Soler | 146-157 | Class Bàsquet Sant Antoni   | 78-79 | 68-78  |
| Zamora Enamora              | Directo |                             | 0     | 0      |

Fuente: FEB

##### Clasificación equipos de cuartos de final
| Pos. | Equipo                     | PJ | G  | P  | PF   | PC   | DP   | Pts | Clasificación |
| ---- | -------------------------- | -- | -- | -- | ---- | ---- | ---- | --- | ------------- |
| 1    | Zamora Enamora*            | 26 | 24 | 2  | 2231 | 1763 | +468 | 50  | Oeste         |
| 2    | Class Bàsquet Sant Antoni* | 26 | 19 | 7  | 2084 | 1861 | +223 | 45  | Este          |
| 3    | CB Starlabs Morón*         | 26 | 19 | 7  | 2049 | 1953 | +96  | 45  | Oeste         |
| 4    | CB Prat*                   | 26 | 18 | 8  | 2124 | 1964 | +160 | 44  | Este          |
| 5    | Bueno Arenas Albacete B.   | 26 | 18 | 8  | 1949 | 1844 | +105 | 44  | Oeste         |
| 6    | Teknei Bizkaia Zornotza    | 26 | 16 | 10 | 2114 | 2005 | +109 | 42  | Oeste         |
| 7    | CB L'Horta Godella         | 26 | 14 | 12 | 1879 | 1878 | +1   | 40  | Este          |
| 8    | Ciudad de Huelva Gestia    | 26 | 14 | 12 | 2026 | 1994 | +32  | 40  | Oeste         |

 Fuente: FEB

#### Cuartos de final
Se estableció una clasificación entre los equipos ganadores de los Octavos de final. El equipo perdedor de la eliminatoria entre los dos primeros, ocupó el primer puesto de la clasificación. La clasificación de los siete equipos se obtuvo como sigue a continuación:
- Puesto obtenido al término de la Liga regular.
- Número de victorias al término de la Liga regular.
- En caso de empate se regirá el Reglamento General de la FEB.

| Equipo 1                 | Agr.    | Equipo 2                  | Ida   | Vuelta |
| ------------------------ | ------- | ------------------------- | ----- | ------ |
| Ciudad de Huelva Gestia  | 145-171 | Zamora Enamora            | 58-78 | 87-93  |
| Bueno Arenas Albacete B. | 153-151 | CB Prat                   | 69-77 | 84-74  |
| CB L'Horta Godella       | 133-146 | Class Bàsquet Sant Antoni | 64-65 | 69-81  |
| Teknei Bizkaia Zornotza  | 145-163 | CB Starlabs Morón         | 72-79 | 73-84  |

Fuente: FEB

#### Semifinales
Los dos ganadores ascendieron a la Primera FEB 2024-25.
| Equipo 1                 | Agr.    | Equipo 2                  | Ida   | Vuelta |
| ------------------------ | ------- | ------------------------- | ----- | ------ |
| Bueno Arenas Albacete B. | 169-174 | Zamora Enamora            | 87-89 | 82-85  |
| CB Starlabs Morón        | 150-148 | Class Bàsquet Sant Antoni | 74-65 | 76-83  |

Fuente: FEB

### Por el descenso
Los dos perdedores descendieron a la Tercera FEB 2024-25.
| Equipo 1                      | Agr.    | Equipo 2                     | Ida    | Vuelta |
| ----------------------------- | ------- | ---------------------------- | ------ | ------ |
| Sandá Electr. CB L'Hospitalet | 142-141 | CB Almansa con Afanion       | 86-63  | 56-78  |
| Juventud Alcalá Escrib. EME   | 159-194 | Palmer Basket Mallorca Palma | 75-103 | 84-91  |

Fuente: FEB

## Postemporada
Ascendieron a Primera FEB:
- Odilo FC Cartagena CB (Campeones).
- Zamora Enamora (Subcampeones).
- CB Starlabs Morón.

Descendieron de LEB Oro:
- Rioverde Clavijo.
- Cáceres Patrimonio de la Humanidad.
- Melilla Ciudad del Deporte.

Descendieron a Tercera FEB:
- Huelva Comercio LRi21 - Viridis.
- Safir Fruits Alginet.
- Fundación Globalcaja La Roda.
- Juventud Alcalá Escribano EME.
- CB Almansa con Afanion.
- (  Ibersol CB Tarragona no descendió al intercambiar su plaza con el   Sandá Electroclima CB L'Hospitalet).[7]

Renunció a la LEB Plata:
- Sandá Electroclima CB L'Hospitalet (renunció a la categoría e intercambió su plaza con el  Ibersol CB Tarragona).[7]

Ascendieron desde Liga EBA:
- Nadunet Refitel Bàsquet Llíria.
- Coto Córdoba CB.
- La Salud Archena.
- Proinbeni UPB Gandía.
- Cultural y Deportiva Leonesa.
- Sol Gironès Bisbal Bàsquet.

Fusión en Segunda FEB:
- (  Club Melilla Baloncesto y  CAM Enrique Soler se fusionaron manteniendo el nombre de Club Melilla Baloncesto, que participaría en la próxima temporada como  Melilla Ciudad del Deporte ).[8]

Accedió a Segunda FEB:
- Insolac Caja 87 (club de nueva creación que compró la plaza libre del  Melilla Ciudad del Deporte Enrique Soler tras su fusión con el  Melilla Ciudad del Deporte).[9]

## Galardones

### Jugador de la jornada
| Jornada | Jugador              | Equipo                                   | Val. | Ref    |
| ------- | -------------------- | ---------------------------------------- | ---- | ------ |
| 1       | / Juan Hierrezuelo   | Clínica Ponferrada SDP                   | 32   | [ 10 ] |
| 2       | Lionel Kouadio       | CB Starlabs Morón                        | 31   | [ 11 ] |
| 3       | Guim Expósito        | Pajarraco CB Santfeliuenc                | 33   | [ 12 ] |
| 4       | Quim Salvans         | CB Prat                                  | 35   | [ 13 ] |
| 5       | Jakub Urbaniak       | Gran Canaria B                           | 42   | [ 14 ] |
| 6       | Milan Suskavcevic    | Fibwi Palma                              | 37   | [ 15 ] |
| 7       | Guim Expósito (2)    | Pajarraco CB Santfeliuenc (2)            | 34   | [ 16 ] |
| 8       | Charles Minlend      | Huelva Comercio LRi21 Viridis            | 33   | [ 17 ] |
| 9       | Daniel de la Rúa     | Class Bàsquet Sant Antoni                | 32   | [ 18 ] |
| 10      | Pape Sall            | Homs UE Mataró                           | 36   | [ 19 ] |
| 11      | Álex Llorca          | Class Bàsquet Sant Antoni (2)            | 31   | [ 20 ] |
| 11      | Pedro García         | Maderas Sorli Benicarló                  | 31   | [ 20 ] |
| 11      | José Alberto Jiménez | CB Starlabs Morón (2)                    | 31   | [ 20 ] |
| 12      | / Chinedu Okanu      | Melilla Ciudad del Deporte Enrique Soler | 34   | [ 21 ] |
| 13      | Chandler Jacobs      | Bueno Arenas Albacete Basket             | 38   | [ 22 ] |
| 14      | Daniel de la Rúa (2) | Class Bàsquet Sant Antoni (3)            | 41   | [ 23 ] |
| 15      | Álex Llorca (2)      | Class Bàsquet Sant Antoni (4)            | 29   | [ 24 ] |
| 16      | Isaac Mayo           | Oca Global - CB Salou                    | 35   | [ 25 ] |
| 17      | Daniel de la Rúa (3) | Class Bàsquet Sant Antoni (5)            | 40   | [ 26 ] |
| 18      | Javier García        | Fibwi Palma (2)                          | 33   | [ 27 ] |
| 19      | Vinicius da Silva    | Class Bàsquet Sant Antoni (6)            | 33   | [ 28 ] |
| 20      | Mohammed Abdulsalam  | Juventud Alcalá Escribano EME            | 33   | [ 29 ] |
| 20      | Jakub Urbaniak (2)   | Gran Canaria B (2)                       | 33   | [ 29 ] |
| 21      | Ezekiel Alley        | CB Prat (2)                              | 37   | [ 30 ] |
| 22      | Alberto Martín       | CB Prat (3)                              | 33   | [ 31 ] |
| 22      | Massine Fall         | Huelva Comercio LRi21 Viridis (2)        | 33   | [ 31 ] |
| 23      | Alberto Cabrera      | Teknei Bizkaia Zornotza                  | 41   | [ 32 ] |
| 24      | Sergio Mendiola      | Palmer Basket Mallorca Palma             | 31   | [ 33 ] |
| 25      | Javier Lucas         | Fundación Globalcaja La Roda             | 30   | [ 34 ] |
| 26      | Darnell Cowart       | Pajarraco CB Santfeliuenc (3)            | 37   | [ 35 ] |